# Prvenstvo Hrvatske u boćanju 2000.
Prventvo Hrvatske u boćanju za 2000. godinu je osvojila Istra iz Poreča.

## Prva liga
| mj. | klub                   | ut.                     | pob.                    | ner.                    | por.                    | poen+                   | poen-                   | bod.                    |
| --- | ---------------------- | ----------------------- | ----------------------- | ----------------------- | ----------------------- | ----------------------- | ----------------------- | ----------------------- |
| 1.  | Istra (Poreč)          | 16                      | 13                      | 1                       | 2                       |                         |                         | 40                      |
| 2.  | Zrinjevac (Zagreb)     | 16                      | 12                      | 1                       | 3                       |                         |                         | 37                      |
| 3.  | Rikard Benčić (Rijeka) | 16                      | 12                      | 1                       | 3                       |                         |                         | 37                      |
| 4.  | Metković (Metković)    | 16                      | 6                       | 3                       | 7                       |                         |                         | 20 (-1)                 |
| 5.  | Nada (Split)           | 16                      | 6                       | 1                       | 9                       |                         |                         | 19                      |
| 6.  | Komiža (Komiža)        | 16                      | 5                       | 1                       | 10                      |                         |                         | 16                      |
| 7.  | Drenova (Rijeka)       | 16                      | 4                       | 3                       | 9                       |                         |                         | 15                      |
| 8.  | Gorčina (Omiš)         | 16                      | 4                       | 2                       | 10                      |                         |                         | 14                      |
| 9.  | Pula (Pula)            | 16                      | 3                       | 1                       | 12                      |                         |                         | 10                      |
|     | Epidaurus (Cavtat)     | isključen iz natjecanja | isključen iz natjecanja | isključen iz natjecanja | isključen iz natjecanja | isključen iz natjecanja | isključen iz natjecanja | isključen iz natjecanja |

## Druga liga

### Sjever
| mj. | klub                          | ut. | pob. | ner. | por. | bod. |
| --- | ----------------------------- | --- | ---- | ---- | ---- | ---- |
| 1.  | Lovran (Lovran)               | 12  | 10   | 1    | 1    | 31   |
| 2.  | Marčelji (Marčelji - Rijeka)  | 12  | 10   | 0    | 2    | 30   |
| 3.  | Umag (Umag)                   | 12  | 6    | 0    | 6    | 18   |
| 4.  | Hrvatski dragovoljac (Zagreb) | 12  | 4    | 2    | 6    | 14   |
| 5.  | Gennari (Rijeka)              | 12  | 4    | 0    | 8    | 12   |
| 6.  | Vežica (Rijeka)               | 12  | 4    | 0    | 8    | 12   |
| 7.  | Puris (Pazin)                 | 12  | 2    | 1    | 9    | 7    |

### Jug
| mj. | klub                                 | ut. | pob. | ner. | por. | bod. |
| --- | ------------------------------------ | --- | ---- | ---- | ---- | ---- |
| 1.  | Zlatan Otok (Hvar)                   | 12  | 9    | 1    | 2    | 28   |
| 2.  | Solaris (Šibenik)                    | 12  | 8    | 1    | 3    | 25   |
| 3.  | Bili Brig (Zadar)                    | 12  | 6    | 1    | 5    | 19   |
| 4.  | Brodarica (Zadar)                    | 12  | 5    | 0    | 7    | 15   |
| 5.  | Otok (Otok)                          | 12  | 4    | 1    | 7    | 13   |
| 6.  | Opuzen (Opuzen)                      | 12  | 4    | 1    | 7    | 13   |
| 7.  | Hidroelektrana Dubrovnik (Dubrovnik) | 12  | 3    | 1    | 8    | 10   |

## Treća liga

### Sjever
| mj. | klub                    | ut. | pob. | ner. | por. | bod.   |
| --- | ----------------------- | --- | ---- | ---- | ---- | ------ |
| 1.  | Zagreb (Zagreb)         | 14  | 10   | 2    | 2    | 32     |
| 2.  | Višnjevac (Višnjevac)   | 14  | 9    | 2    | 3    | 29     |
| 3.  | Dubrava (Zagreb)        | 14  | 9    | 1    | 4    | 28     |
| 4.  | HEP (Zagreb)            | 14  | 8    | 2    | 4    | 26     |
| 5.  | Brezik (Brezik Našički) | 14  | 6    | 0    | 8    | 18     |
| 6.  | Flora (Zagreb)          | 14  | 6    | 0    | 8    | 18     |
| 7.  | Wels (Velimirovac)      | 14  | 3    | 1    | 10   | 10     |
| 8.  | VIG (Zagreb)            | 14  | 1    | 0    | 13   | 2 (-1) |

### Zapad
| mj. | klub                    | ut. | pob. | ner. | por. | bod. |
| --- | ----------------------- | --- | ---- | ---- | ---- | ---- |
| 1.  | Wart (Vodnjan)          | 14  | 12   | 1    | 1    | 37   |
| 2.  | Podhum (Grobnik)        | 14  | 10   | 0    | 4    | 34   |
| 3.  | Trsat (Rijeka)          | 14  | 7    | 2    | 5    | 23   |
| 4.  | Usluga (Pazin)          | 14  | 5    | 1    | 8    | 16   |
| 5.  | Lošinj 90 (Mali Lošinj) | 14  | 5    | 1    | 8    | 16   |
| 6.  | Lučki Radnik (Rijeka)   | 14  | 5    | 0    | 9    | 15   |
| 7.  | Uljanik Standard (Pula) | 14  | 5    | 0    | 9    | 15   |
| 8.  | Trstena (Njivice)       | 14  | 3    | 3    | 8    | 12   |

### Srednja Dalmacija
| mj. | klub                       | ut. | pob. | ner. | por. | bod. |
| --- | -------------------------- | --- | ---- | ---- | ---- | ---- |
| 1.  | ZAP (Split)                | 14  | 11   | 1    | 2    | 34   |
| 2.  | Mihovil (Šibenik)          | 14  | 8    | 0    | 6    | 24   |
| 3.  | Elektrodalmacija (Split)   | 14  | 8    | 0    | 6    | 24   |
| 4.  | Veteran (Zadar)            | 14  | 7    | 1    | 6    | 22   |
| 5.  | Pag (Pag)                  | 14  | 7    | 1    | 6    | 22   |
| 6.  | Vis (Vis)                  | 14  | 6    | 1    | 7    | 19   |
| 7.  | Hoteli Makarska (Makarska) | 14  | 4    | 1    | 9    | 13   |
| 8.  | Baška Voda (Baška Voda)    | 14  | 2    | 1    | 11   | 7    |

### Jug
| mj. | klub                        | ut. | pob. | ner. | por. | bod. |
| --- | --------------------------- | --- | ---- | ---- | ---- | ---- |
| 1.  | Galić (Metković)            | 12  | 8    | 1    | 3    | 25   |
| 2.  | Šarić Struga (Rogotin)      | 12  | 8    | 1    | 3    | 25   |
| 3.  | Zaton (Zaton)               | 12  | 7    | 1    | 4    | 22   |
| 4.  | Bistrina (Topolo)           | 12  | 6    | 0    | 6    | 18   |
| 5.  | Petka (Dubrovnik)           | 12  | 6    | 0    | 6    | 18   |
| 6.  | Mediator Komolac (Mokošica) | 12  | 4    | 0    | 8    | 12   |
| 7.  | MPT Metkovka (Metković)     | 12  | 2    | 1    | 9    | 7    |